# Hysham
Hysham – miasto w Stanach Zjednoczonych, w stanie Montana, siedziba administracyjna hrabstwa Treasure.